# Alf Tuneld
Alf Gunnar Tuneld, född den 3 juli 1907 i Stockholm, död den 25 november 1984 i Båstad, var en svensk företagsledare. Han var son till John Tuneld.
Tuneld avlade studentexamen 1925 och juris kandidatexamen 1930. Han studerade vid Göteborgs handelshögskola 1930–1931. Tuneld var biträdande ombudsman vid brand- och livförsäkringsaktiebolaget Svea 1931–1934, ombudsman och chef för finansavdelningen vid Svea 1935–1940, verkställande direktör för Göteborgs inteckningsgaranti 1940–1947, vice verkställande direktör för försäkringsaktiebolaget Ocean 1947–1952 och verkställande direktör för ångfartygsaktiebolaget Göta kanal 1952–1957. Han var delägare i firman Alf Tuneld & Co. Tuneld är gravsatt på Brunnby kyrkogård.